# Тоєл (Аризона)
Тоєл (англ. Toyei) — переписна місцевість (CDP) в США, в окрузі Апачі штату Аризона. Населення — 2 особи (2020).

## Географія
Тоєл розташований за координатами 35°42′14″ пн. ш. 109°56′17″ зх. д. / 35.70389° пн. ш. 109.93806° зх. д. (35.703817, -109.938174).  За даними Бюро перепису населення США в 2010 році переписна місцевість мала площу 0,85 км², з яких 0,84 км² — суходіл та 0,01 км² — водойми.

## Демографія
Згідно з переписом 2010 року, у переписній місцевості мешкало 13 осіб у 6 домогосподарствах у складі 3 родин. Густота населення становила 15 осіб/км².  Було 6 помешкань (7/км²).
Расовий склад населення:
| - 100,0 % — корінних американців |

До двох чи більше рас належало 0,0 %. Частка іспаномовних становила 0,0 % від усіх жителів.
За віковим діапазоном населення розподілялося таким чином: 23,1 % — особи молодші 18 років, 61,5 % — особи у віці 18—64 років, 15,4 % — особи у віці 65 років та старші. Медіана віку мешканця становила 46,5 року. На 100 осіб жіночої статі у переписній місцевості припадало 160,0 чоловіків;  на 100 жінок у віці від 18 років та старших — 100,0 чоловіків також старших 18 років.
Цивільне працевлаштоване населення становило 0 осіб. 